# کریمیچ
کریمیچ (به انگلیسی: Crymych) یک منطقهٔ مسکونی در بریتانیا است که در پمبروکشر واقع شده‌است. کریمیچ ۱٬۷۳۹ نفر جمعیت دارد.